# Ciechocinek

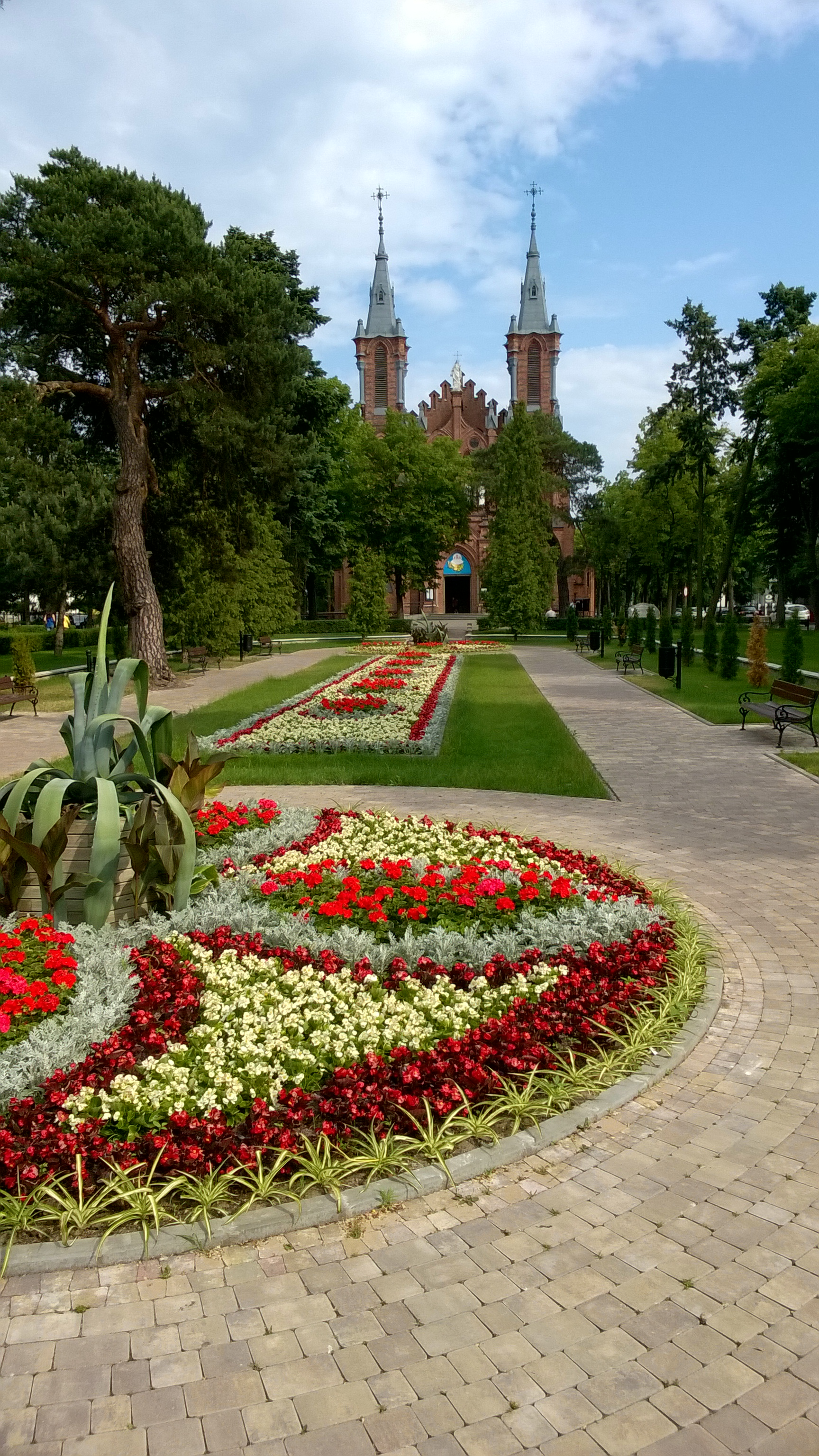
Dywany kwiatowe w Ciechocinku

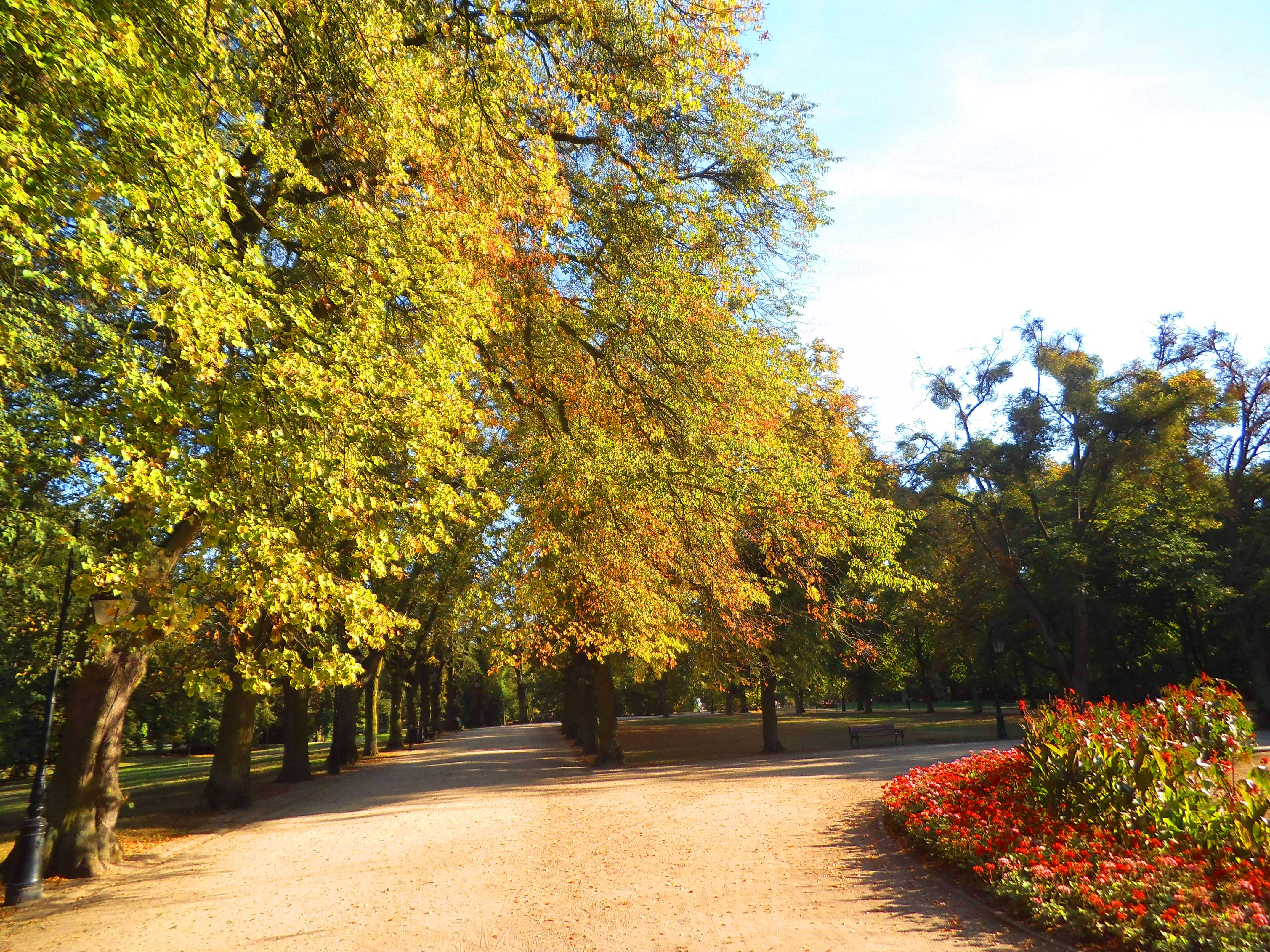
Fragment Parku Tężniowego w Ciechocinku

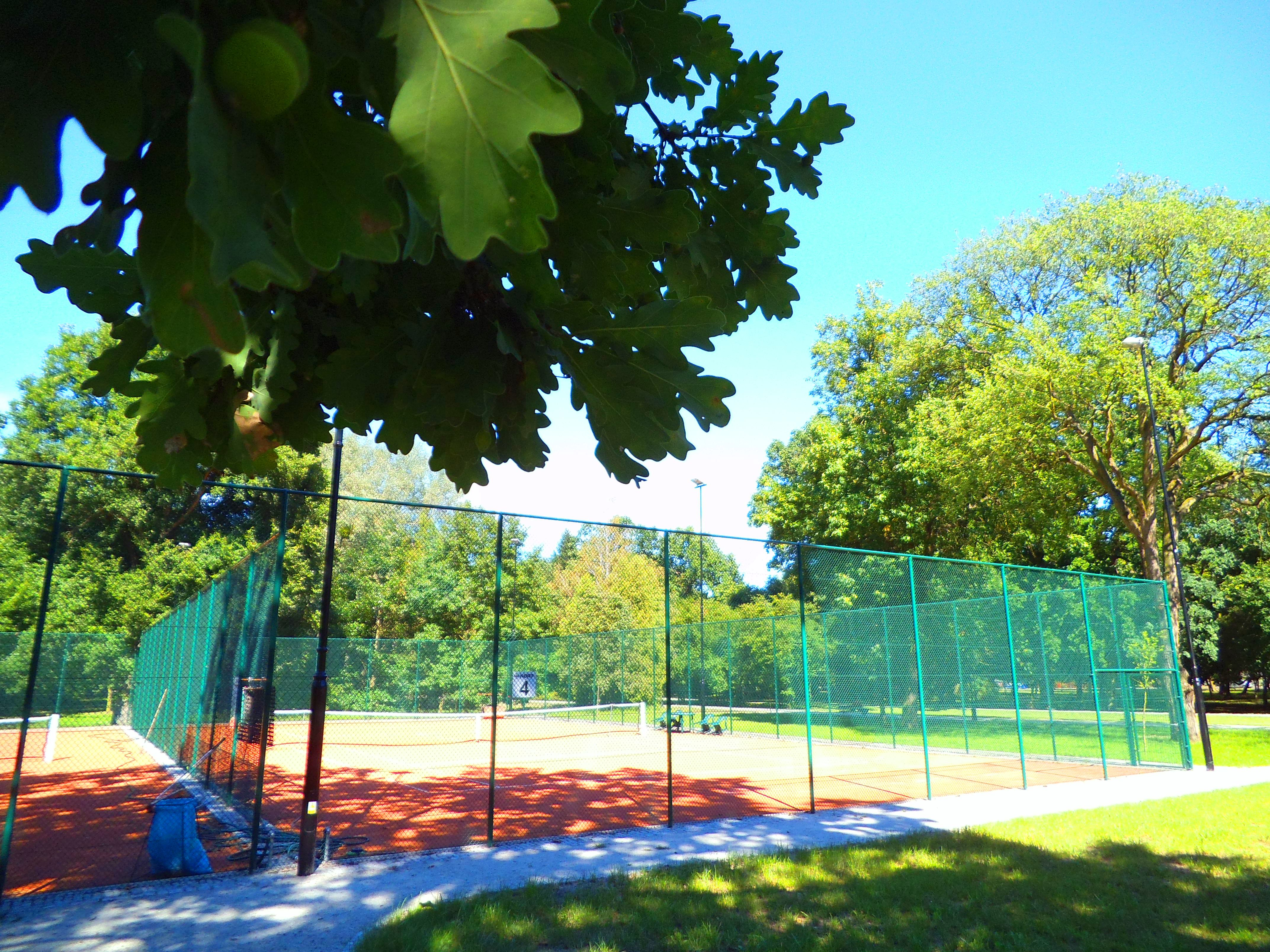
Korty tenisowe w Parku Zdrojowym w Ciechocinku

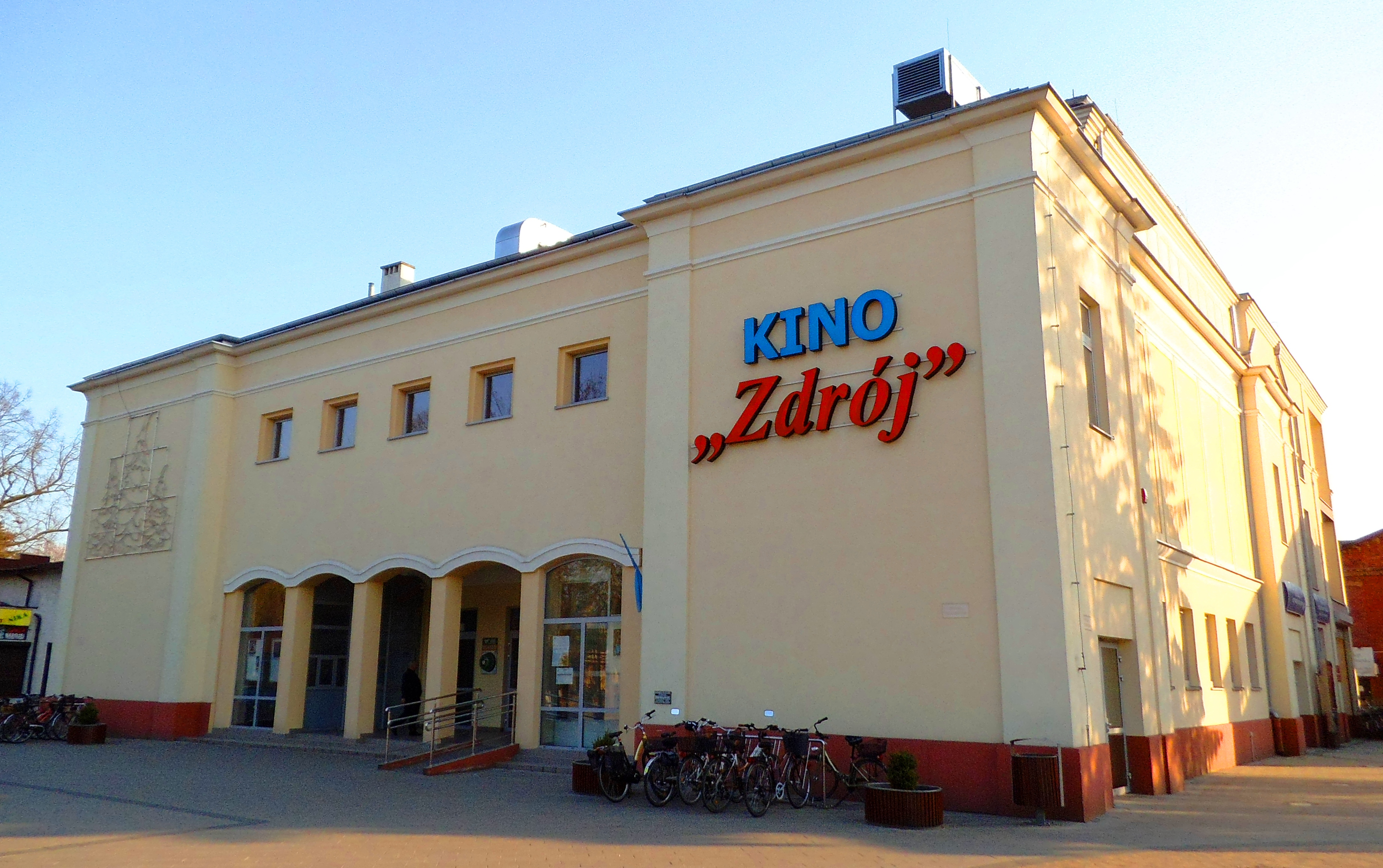
Kino „Zdrój” w Ciechocinku

Ciechocinek – miasto w Polsce położone w województwie kujawsko-pomorskim, w powiecie aleksandrowskim, na Kujawach.

## Charakterystyka
W latach 1975–1998 miasto administracyjnie należało do województwa włocławskiego. Miasto położone jest w Kotlinie Toruńskiej, w szerokiej dolinie Wisły, na lewym brzegu rzeki.
Ciechocinek jest miastem o charakterze uzdrowiskowym. W mieście praktycznie nie ma przemysłu, znajdują się tu m.in. szpitale uzdrowiskowe, sanatoria, prewentorium, ośrodki wypoczynkowe (wczasowo-turystyczne), zakłady przyrodolecznicze, pijalnia wód mineralnych, hotele, restauracje, warzelnia soli. Część uzdrowiskowa bogata jest w zieleń parków, skwerów, kwietników i dywanów kwiatowych. Co roku przyjeżdża wielu kuracjuszy i turystów (60 tys. w 1970 r., 52 tys. w 1980 r., 85 tys. w 1987 r.). Podstawą rozwoju są wody lecznicze: chlorkowo-sodowe, bromkowe, jodkowe, żelaziste, borowe, które pochodzą z licznych na tym terenie źródeł solankowych. Leczy się tutaj choroby narządów ruchu, reumatyczne, ortopedyczno-urazowe, ginekologiczne, układu oddechowego, nerwowego i krążenia. W tym celu stosuje się wiele zabiegów m.in. kąpiele solankowe, jodobromowe, siarkowe, zawijania borowinowe, balneoterapie (fizykoterapia, inhalacja, irygacja, klimatoterapia, kuracja pitna), gimnastykę i masaże.
Dzięki bogactwu naturalnemu Ciechocinek stał się jedną z bardziej znanych miejscowości uzdrowiskowych w Polsce i Europie. Obecnie w mieście znajduje się kilkanaście zakładów lecznictwa uzdrowiskowego.
W północnej części uzdrowiska znajduje się Park Zdrojowy, założony w latach 1872–1875 w stylu krajobrazowym z licznymi gatunkami drzew i krzewów (także egzotycznymi) jego projektantem i twórcą był Hipolit Cybulski. W parku rosną m.in. kłęk kanadyjski, korkowiec amurski, miłorząb dwuklapowy. Ciechocinek posiada również oryginalny rezerwat florystyczny – stanowisko słonorośli (m.in. soliród zielny, mlecznik nadmorski, aster solny) ujęte od kwietnia 1963 roku w 1,88 ha rezerwatu Ciechocinek w pobliżu tężni III.
W okolicach Ciechocinka, ze względu na potrzebę ochrony jego specyficznego mikroklimatu, stworzono Obszar Chronionego Krajobrazu Niziny Ciechocińskiej o powierzchni 38 236,34 ha.

## Położenie
Według danych z roku 2023 Ciechocinek ma obszar 15,31 km², w tym:
- użytki rolne: 52,25%,

- użytki zabudowane i zurbanizowane: 30,15%,
- użytki pod wodami: 9,88%,
- użytki leśne: 6,46%,
- tereny różne: 1,26%.

Miasto stanowi 3,22% powierzchni powiatu.

## Sąsiednie gminy
Aleksandrów Kujawski, Czernikowo, Obrowo, Raciążek

## Demografia

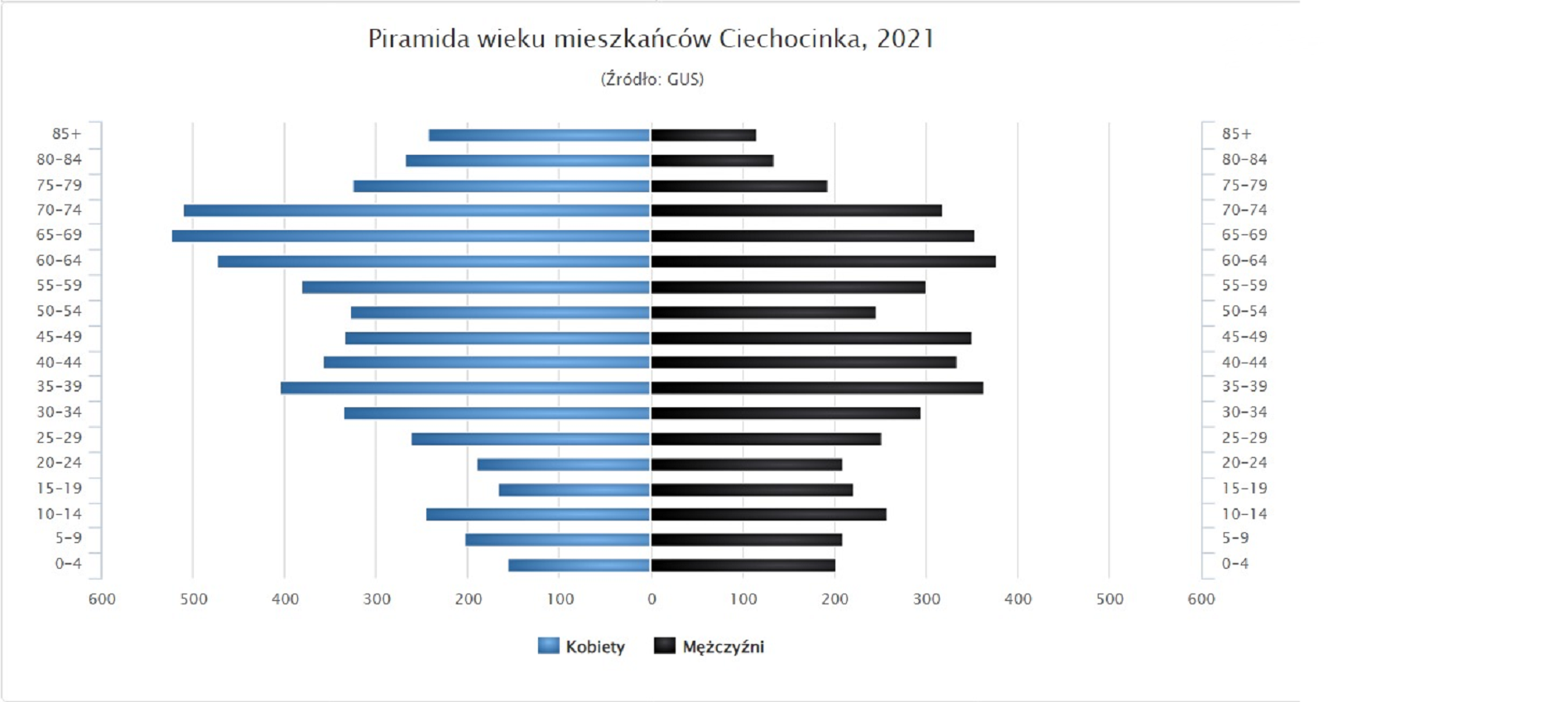
Piramida wieku mieszkańców Ciechocinka

Dane z 31 grudnia 2024:
| Opis      | Ogółem | Ogółem | Kobiety | Kobiety | Mężczyźni | Mężczyźni |
| --------- | ------ | ------ | ------- | ------- | --------- | --------- |
| Jednostka | osób   | %      | osób    | %       | osób      | %         |
| Populacja | 10 018 | 100    | 5460    | 54,50   | 4558      | 45,50     |

## Nazwa
Pochodzenie nazwy miejscowości nie jest jednoznaczne. Istnieje kilka teorii na ten temat:
- Pierwsza wywodzi je od słowiańskiego imienia założyciela lub właściciela Ciechoty.
- Druga od zdrobnienia nazwy starej wsi Ciechocin leżącej nad rzeką Drwęcą, której mieszkańcy mieli podobno osiedlić się na terenie obecnego uzdrowiska i nazwali swoje nowe osiedle od zdrobnienia rodzinnej wsi.
- Istnieje również lokalna legenda o Ciechu i Cinie – zakochanych[12], którzy mieli dać nazwę miejscowości podobnie jak w przypadku warszawskiej legendy o Warsie i Sawie.

Pierwsza wzmianka o wsi pochodzi z 1379 roku (Ciechocino). Nazwa Ciechocinek po raz pierwszy pojawiła się w 1520 roku.

## Historia

### Od średniowiecza do rozbiorów Polski
Na obszarze dzisiejszego Ciechocinka istniały niegdyś osada i gród kasztelański Słońsk, po raz pierwszy wymieniony w falsyfikacie mogileńskim z 1065 roku. Zakłada się, że początki Słońska jako prasłowiańskiego opola mogą sięgać VIII-IX wieku, a parafii słońskiej – wieków X-XI. Kasztelania słońska obejmowała tereny położone na prawym brzegu Wisły. Książę Konrad I mazowiecki utrzymywał w Słońsku warzelnie soli (pierwsza wzmianka w 1235). Przypuszcza się, że duże powodzie XIII wieku, które niszczyły nisko położone części Płocka i Torunia przyczyniły się do zniszczenia Słońska.
Właścicielami Ciechocinka byli:
- w XIV wieku Przedpełk ze Służewa herbu Pomian
- po jego śmierci Oporowscy herbu Sulima
- 1489 do 1550 Siemikowscy herbu Oksza
- 1550 do ok. 1580 Sobiesierscy herbu Poraj
- ok. 1580 Służewscy ze Służewa herbu Sulima
- po śmierci Jana Służewskiego, wojewody brzeskokujawskiego – Potuliccy herbu Grzymała
- od ok. 1639 do 1810 – Niemojewscy herbu Rola.

Istnienie folwarku w Ciechocinku jest poświadczone od roku 1670. Wcześniej Ciechocinek to mała osada bez folwarku. Napływ osadników holenderskich na przełomie XVI i XVII wieku oraz przejście wsi w ręce Niemojewskich stały się dla Ciechocinka i okolic ważnymi momentami rozwoju – osuszano bagna, karczowano lasy, odwadniano zalewane tereny, zasiedlano nieużytki.
XVIII wiek to czas powiększania się Ciechocinka – dane z roku 1779 mówią o 50 mieszkańcach Słońska oraz 105 mieszkańcach Ciechocinka z Rozkoszem.

### Pod obcą władzą – czasy rozbiorowe

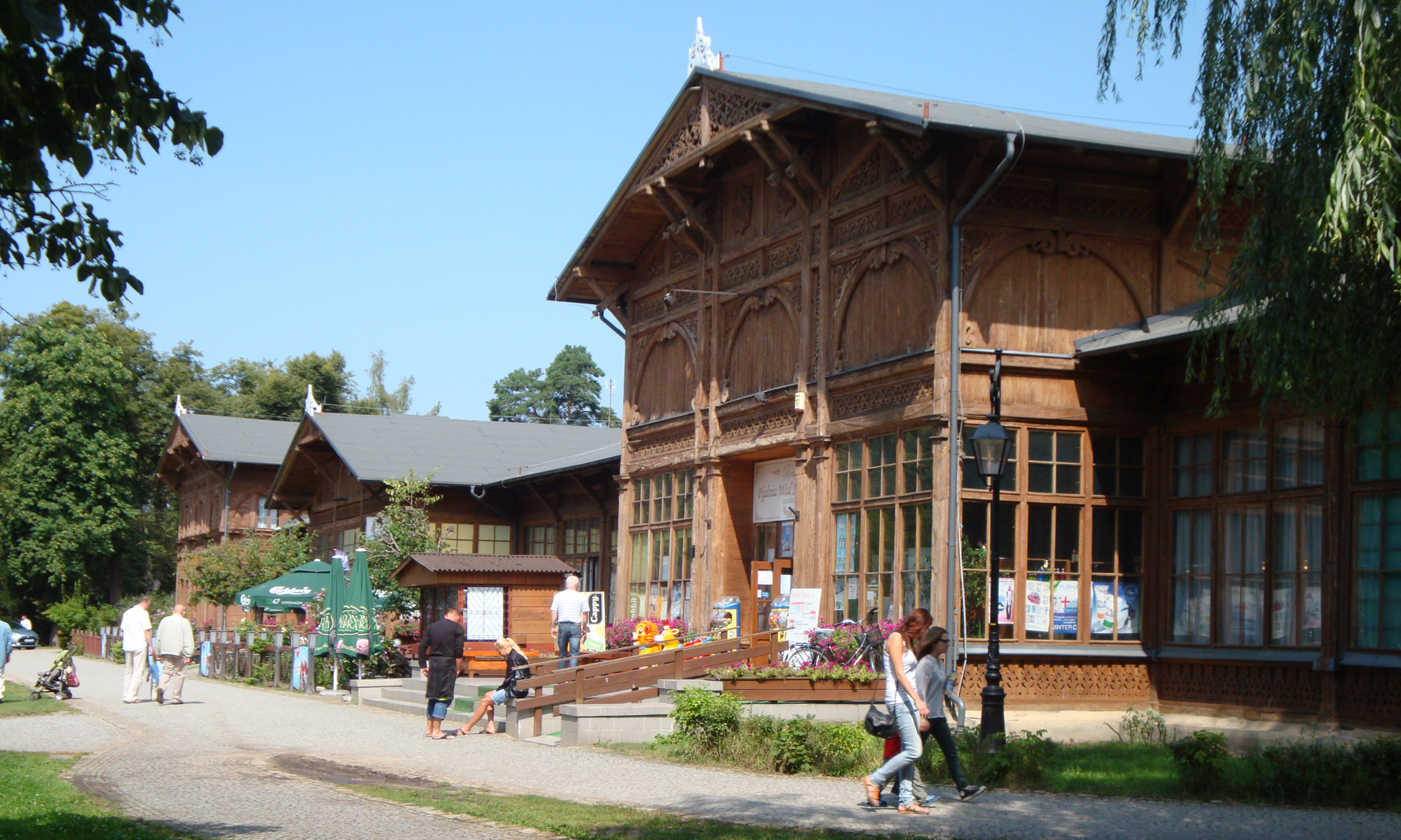
Zabytkowa pijalnia wód mineralnych w Ciechocinku

Po I rozbiorze, kiedy Austria zagarnęła żupy solne w Wieliczce i Bochni, podjęto poszukiwania nadających się do eksploatacji źródeł solanki i największe odkryto właśnie w Ciechocinku. Na mocy „ustawy solnej” z 5 marca 1791 zamierzano wybudować warzelnię soli, lecz późniejsze burzliwe wydarzenia nie sprzyjały realizacji projektu. Do czasu rozbiorów Ciechocinek był w województwie inowrocławskim. Po 23 stycznia 1793 r. jako osada w powiecie radziejowskim znalazł się pod zaborem pruskim, w latach 1807–1815 był w departamencie bydgoskim Księstwa Warszawskiego, a później na mocy Ustawy Konstytucyjnej Królestwa Polskiego z 27 czerwca 1815 został włączony do województwa mazowieckiego Królestwa Polskiego, pozostając w powiecie radziejowskim obwodu kujawskiego.

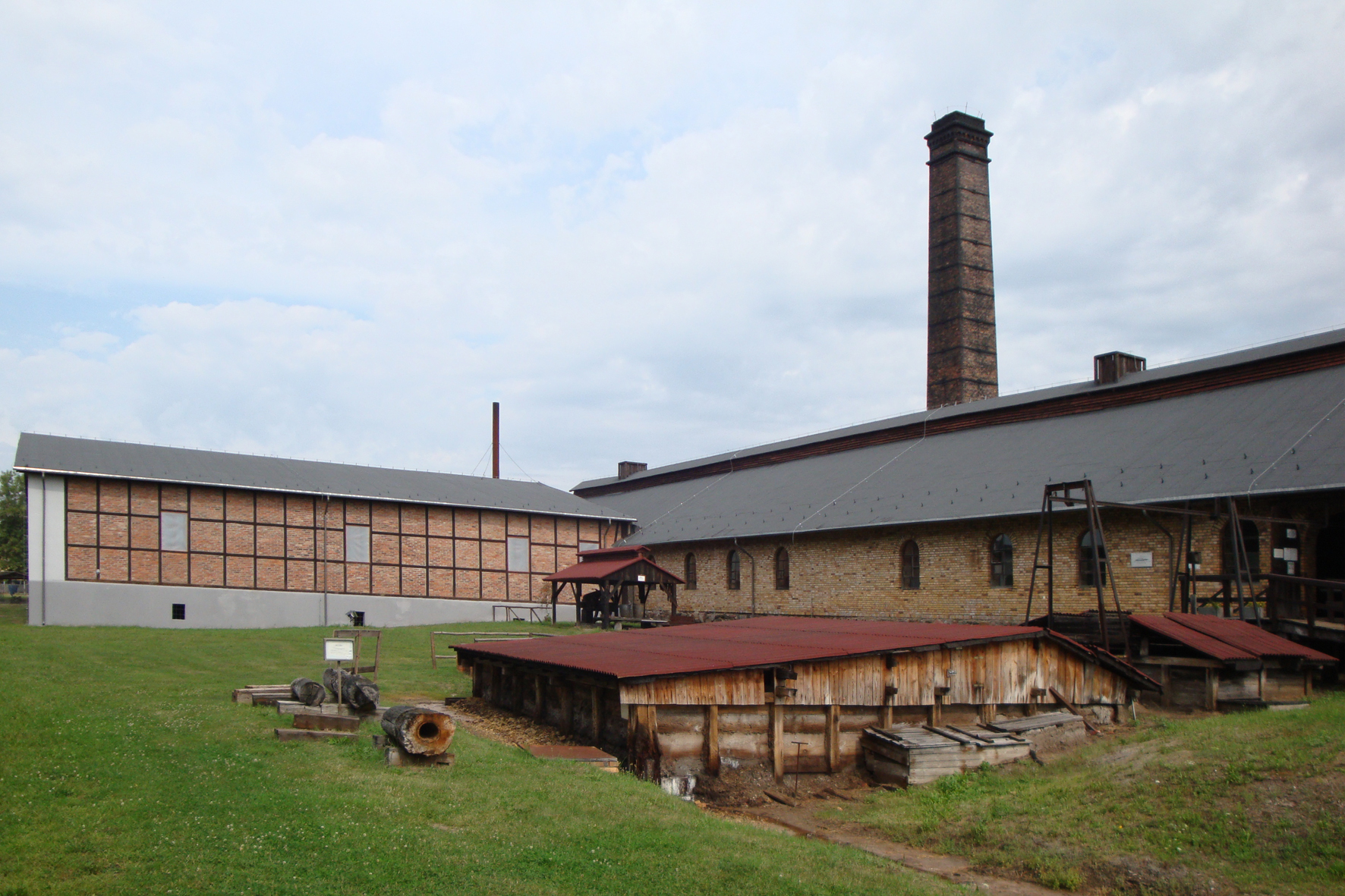
Zabytkowa warzelnia soli w Ciechocinku

Po śmierci w 1810 roku ostatniego z Niemojewskich – Ksawerego, lokalne dobra przeszły w ręce jego córek – Barbary i Ksawery. Barbara wyszła za mąż za Józefa Zawadzkiego, a ten 20 maja 1823 sprzedał dwie włóki ziemi ze źródłami solankowymi Konstantemu Wolickiemu. Rok później Wolicki przekazał nabyty majątek bezinteresownie Skarbowi Królestwa Polskiego. Na mocy kontraktu z 10 czerwca 1824 przejął na siebie obowiązek wybudowania na koszt Skarbu Królestwa warzelni soli. Zgodnie z treścią ukazu cara Mikołaja I z 10 października 1827 roku Skarb Królestwa wykupił od Józefa Zawadzkiego dobra ciechocińskie. Stało się tak dzięki intensywnym staraniom Stanisława Staszica i Franciszka Ksawerego Druckiego-Lubeckiego. Pod tężnie, warzelnię i plantacje cierni wykupiono obszary należące do Słońska i Wołuszewa. W latach 1824–1829 wybudowano tężnie I i II, tężnia nr III powstała w 1859, które zaprojektował sprowadzony z Saksonii prof. Jakub Graff, natomiast w 1830 roku ukończono budowę warzelni. Z lat 1828–1829 pochodzi też pierwsza wzmianka o leczniczym działaniu tutejszych źródeł – przebywały tu dzieci Franciszka Ksawerego Druckiego-Lubeckiego oraz rodzina Ludwika Platera. Te pierwsze odnotowane kąpiele miały się odbywać w starej oberży folwarcznej ulokowanej przy obecnej ulicy Józefa Bema 32. Nowym inwestycjom towarzyszył napływ mieszkańców. Statystyki za rok 1827 podają istnienie w Ciechocinku 10 domów zasiedlonych przez 91 osób, zaś w kolonii Ciechocinek 13 domów i odpowiednio 128 osób.

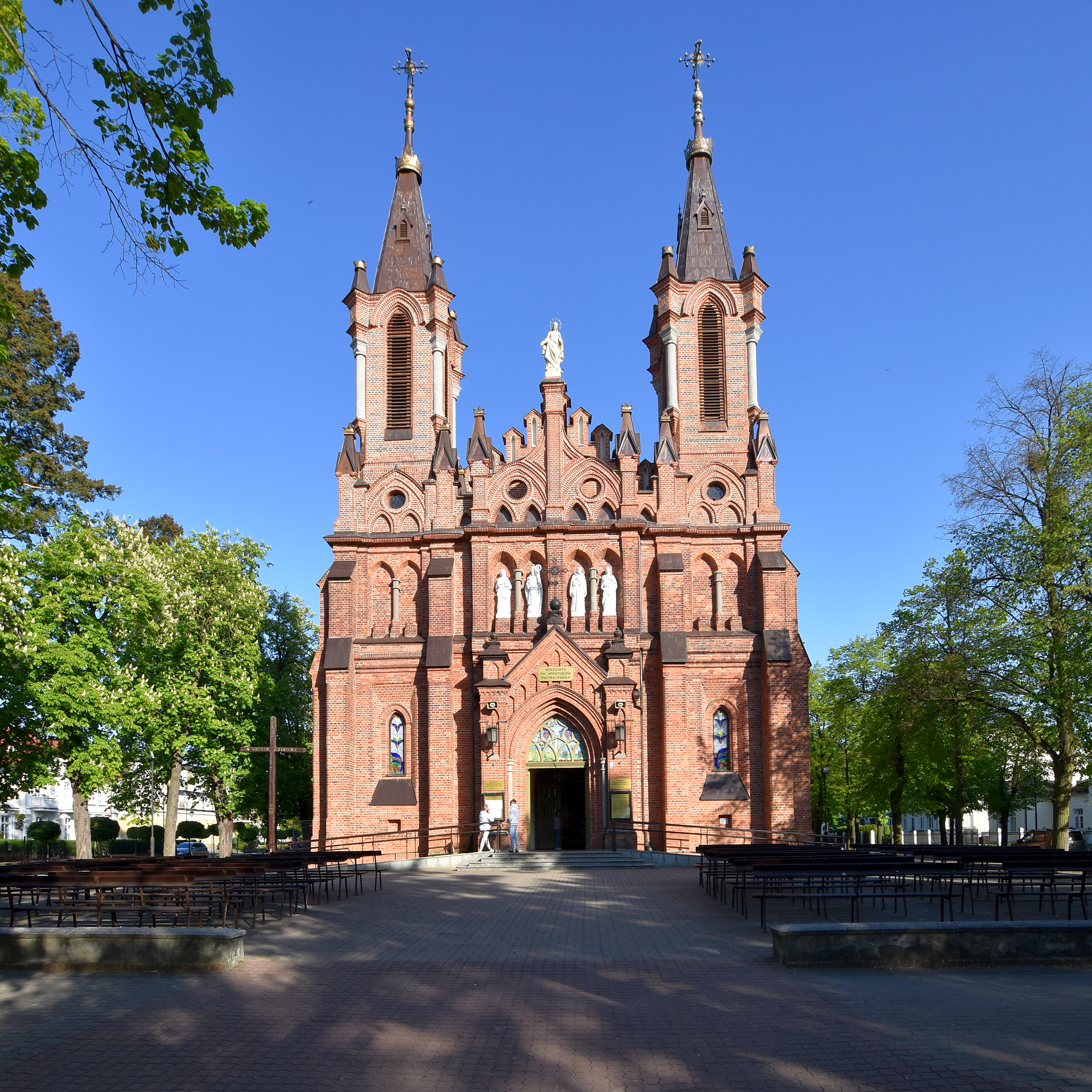
Neogotycka Kolegiata Świętych Apostołów Piotra i Pawła z końca XIX w.

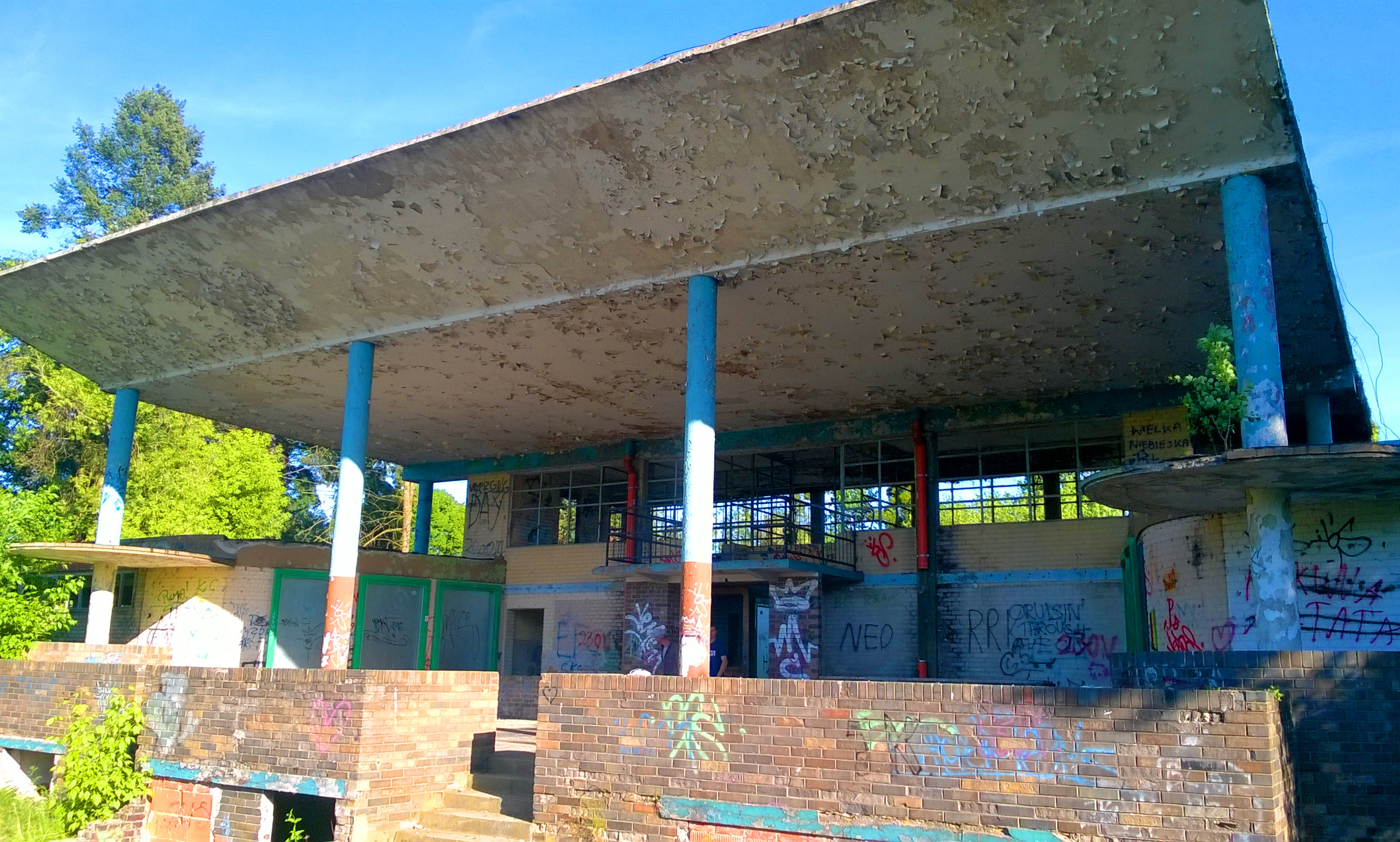
Nieczynny Basen termalno-solankowy w Ciechocinku

Wybuch powstania listopadowego przeszkodził w uruchomieniu warzelni. Wolicki, uznany za sprawą uczestnictwa w powstaniu za zdrajcę, przeniósł się do Francji, więc pełną eksploatację zakładu rozpoczęto w 1832 r. po powołaniu Banku Polskiego na jego nowego komisarycznego zarządcę. Od 1836 roku solanki zaczęto komercyjnie wykorzystywać do celów leczniczych. W miejscowej austerii rządowej położonej w obecnym Parku Zdrojowym oraz karczmie na Starym Ciechocinku zainstalowano po cztery miedziane wanny – powstał zalążek zakładu leczniczego i do Ciechocinka zaczęli przybywać kuracjusze. Tę datę przyjmuje się za oficjalne powstanie uzdrowiska w Ciechocinku.
W latach 1837–1842 Ciechocinek włączono do powiatu włocławskiego guberni warszawskiej. Pozostawał w niej aż do roku 1866, kiedy to przeniesiono go do powiatu nieszawskiego tej samej guberni.

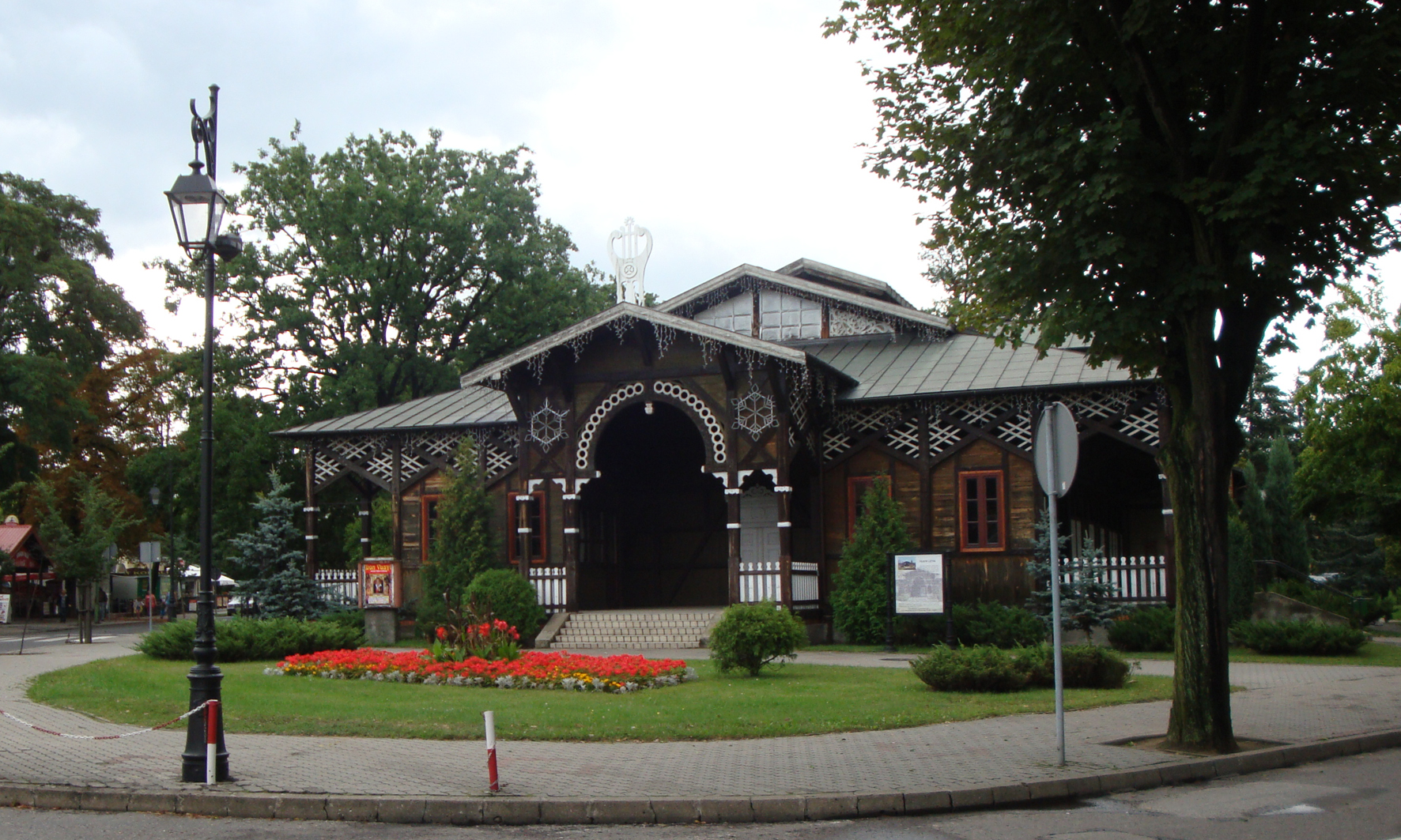
Teatr letni z 1891 roku

Dostępność do uzdrowiska wzrosła po uzyskaniu w 1867 r. połączenia kolejowego. W 1869 powstała stacja kolejowa, a murowany dworzec kolejowy wg projektu Cz. Domaniewskiego wybudowano w 1902. W związku z ułatwioną od tamtego czasu komunikacją Ciechocinek nazywano niekiedy „przedmieściem Warszawy”. Pod koniec XIX wieku Ciechocinek był największym uzdrowiskiem w Królestwie i jednym z najmodniejszych na ziemiach polskich.

### I wojna światowa
Z chwilą wybuchu I wojny światowej ogłoszono stan wojenny, a 3 sierpnia 1914 przejął władzę Tymczasowy Komitet Bezpieczeństwa Publicznego mający za przewodniczącego dra Leonarda Lorentowicza. We wrześniu 1915 Ciechocinek został zajęty przez wojska niemieckie i austriackie. Decyzją z 23 marca 1916 osadę włączono do powiatu włocławskiego guberni warszawskiej. 11 listopada 1916 reskryptem szefa administracji guberni nadano osadzie prawa miejskie. Miasto przybrało charakter wojskowego uzdrowiska i szpitala polowego zarazem, a lata wojny doprowadziły do dewastacji i rozkradzenia mienia.

### II RP
4 lutego 1919 dekret Rządu Polskiego O zarządzie miejskim potwierdził prawa miejskie Ciechocinka. W latach międzywojennych nastąpił dalszy rozwój i rozbudowa uzdrowiska, m.in. odwiercono pierwszą cieplicę. W 1922 miasto na mocy ustawy zostało włączone do uzdrowisk państwowych, a w 1924 przyłączono wieś Aleksandrówkę oraz części wsi: Wola-Raciążek, Słońsk, Wołuszewo, Nowy Ciechocinek z gminy Raciążek. W 1927 roku Rada Miejska i magistrat miasta Ciechocinka nadały Józefowi Piłsudskiemu tytuł pierwszego honorowego obywatela miasta Ciechocinka. Do rozwoju Ciechocinka można także zaliczyć wybudowanie basenu termalno-solankowego wg planu Romualda Gutta i inż. Aleksandra Szniolisa. Uroczystego otwarcia dokonał Ignacy Mościcki 4 czerwca 1932. W 1939 r. miasto liczyło 5200 mieszkańców.

### Okupacja niemiecka
1 września 1939 zorganizowano w Ciechocinku Szpital Wojskowy nr 801 obliczony na 120 łóżek, który działał od rozpoczęcia działań wojennych aż do ewakuacji 8 i 9 września. 12 września miasto zostało zajęte przez brygadę „Netze” Wehrmachtu pod dowództwem generała-majora Eccarta von Gablenza, wspomaganą przez oddziały operacyjne służby bezpieczeństwa Einsatzkommando I z Einsatzgruppe III. Tego samego dnia doszło w mieście do pierwszych aresztowań i zabójstw. Niemieckie oddziały zamordowały 20 rannych żołnierzy Armii „Pomorze” i opiekującą się nimi pielęgniarkę oraz trzech przypadkowo wybranych w mieście cywili. Do 26 września władza w mieście należała do komendantury wojskowej. Za organizację niemieckiej administracji cywilnej odpowiedzialny był szef zarządu administracji cywilnej przy dowództwie 4 Armii Wehrmachtu, SS-Oberführer Fritz Hermann. Osoby, którym nadawano stanowiska, rekrutowały się z szeregów Selbstschutzu, na czele którego w mieście stał Gustaw Tober – podległy dowódcy na powiat SS-Sturmbannführerowi Leo Patinie. Pierwszym burmistrzem okupowanego miasta został na kilka dni kowal ze Słońska Fryderyk Elgert, a po nim nauczyciel Otto Leschner, dyrektorem uzdrowiska zaś Stefan Adam.

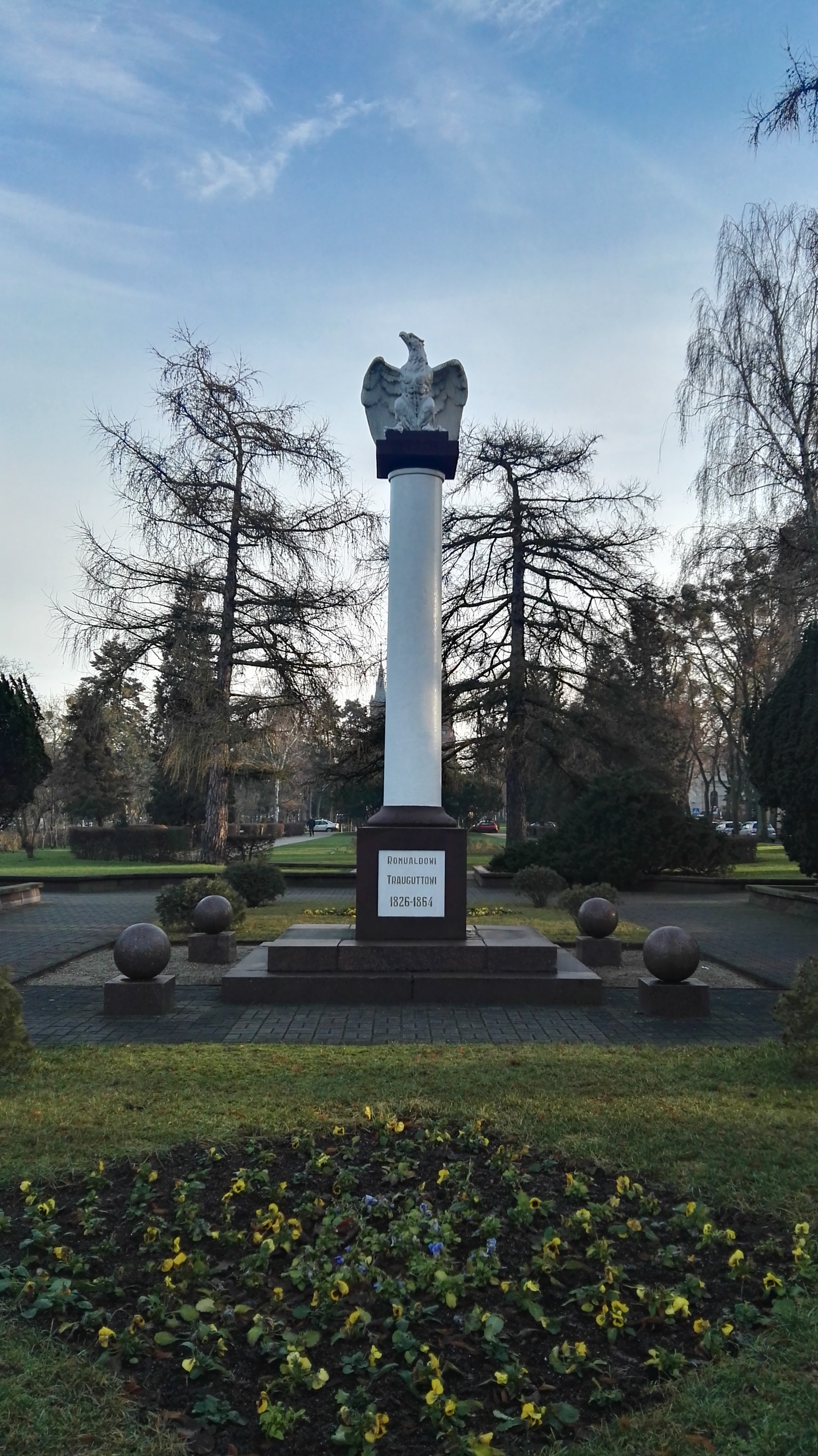
Pomnik ku pamięci Romualda Traugutta, znajdujący się przy ulicy jego imienia w Ciechocinku

26 października na mocy decyzji Hitlera z 8 października Ciechocinek został wraz z całym powiatem nieszawskim włączony do rejencji inowrocławskiej Kraju Warty. 22 grudnia zmieniono nazwę miasta na Hermannsbad i uczyniono je stolicą powiatu z władzami powiatowymi rezydującymi w Aleksandrowie Kujawskim. 1 czerwca 1940 rozpoczął się pierwszy sezon kuracyjny w Hermannsbad – z zabiegów mogli korzystać wyłącznie obywatele niemieccy. W II połowie 1940 roku nowym burmistrzem został dyrektor uzdrowiska Reichsdeutsch Willy Scholz. Po nim rządzili jeszcze Mohrlock i od roku 1943 – Lindenberg.
Równolegle do prowadzonych na terenie Ciechocinka akcji eksterminacji i wysiedleń zmierzających do utworzenia z uzdrowiska „wzorcowego niemieckiego miasta” otoczonego „odwiecznie niemieckimi wsiami osadników” zawiązywały się lokalne grupy oporu, w których działalność zaangażowanych było ok. 100 osób. Najwcześniej, bo jeszcze w 1939 powstały lokalne agendy Komendy Obrońców Pokoju i Polskiej Organizacji Zbrojnej „Znak”, natomiast w kolejnym roku Kujawskiego Związku Polityczno-Literackiego i Narodowej Organizacji Wojskowej. Na przełomie 1940 i 1941 powstał rejon ZWZ-AK Ciechocinek, krypt. „Cerelis”, „N-0-115”. Od 1941 działały Organizacja Wojskowa Związek Jaszczurczy oraz Szare Szeregi. W 1942 zorganizowano Wojskową Służbę Kobiet.
Około 700 Żydów zamieszkałych w Ciechocinku Niemcy zamknęli w getcie, część z nich wysiedlili w 1940 do Generalnego Gubernatorstwa, a pozostałych wymordowali w obozie zagłady Kulmhof w Chełmnie nad Nerem. Szacunkowe i niepełne obliczenia dotyczące natomiast polskich ofiar (grudzień 1945) zamykają się w liczbie 35. Polacy byli pozbawiani mienia i sukcesywnie wysiedlani przez Niemców w głąb Rzeszy na roboty przymusowe. W ich miejsce sprowadzono ok. 1000 Niemców z krajów nadbałtyckich, Besarabii, Wołynia, Generalnego Gubernatorstwa oraz z obszaru samej Rzeszy. Wraz z postępującymi klęskami wojsk niemieckich miasto z uzdrowiska przemieniało się w wojskowy szpital, a okres niemieckiej ewakuacji przypłaciło dewastacją i grabieżą mienia. Niemcy opuścili Ciechocinek między 18 a 20 stycznia 1945. 19 stycznia podpalili magazyny żywnościowe w warzelni soli, dworcu kolejowym, budynku przy dworcu oraz Łazienki nr 2, „Świteziankę” i „Warszawiankę”.
Miasto zostało zdobyte 23 stycznia 1945 roku przez oddziały 125 korpusu armijnego 47 armii I Frontu Białoruskiego. W zdobywaniu Ciechocinka brała również udział 3. Dywizja Piechoty im. Romualda Traugutta (po wojnie poległym w czasie zdobywania miasta wzniesiono Pomnik Braterstwa Broni na pl. Gdańskim).

### Czasy Polski Ludowej
Po wkroczeniu Sowietów władzę przejęła radziecka Komenda Miasta z naczelnikiem porucznikiem Mordowcewem. Utworzono punkt zborny dla powracających przymusowych robotników oraz jeńców wojennych, wśród których przeważali obywatele ZSRR. Punkt istniał do 25 lipca 1945, ale Sowieci zatrzymali niektóre obiekty do marca 1946, a wojskowi zarządzali poniemieckimi majątkami aż do 1950 roku. Część zasiedlających okolice Niemców nie ewakuowała się przed inwazją sowiecką – zostali oni skierowani do obozu utworzonego w budynku miejscowej szkoły podstawowej. Obóz podlegał PUBP w Aleksandrowie Kujawskim. Straż obozową stanowili funkcjonariusze spontanicznie powstałej Milicji Obywatelskiej. Na terenie obozu dochodziło do maltretowania więźniów i morderstw. Obóz istniał do czasu skierowania części uwięzionych do prac przymusowych na terenie powiatu, innych skoncentrowano w obozie w Potulicach, gdzie wielu z nich nie doczekawszy się przesiedlenia poniosło śmierć.
7 lutego 1945 wybrano Radę Miejską. Pierwszym powojennym burmistrzem został działacz PPS Adam Drużyński, zaś przewodniczącym Miejskiej Rady Narodowej inny członek PPS – Beniamin Kościelecki. Później coraz wyraźniej zaznaczała się dominacja PPR.
Po wojnie Ciechocinek wszedł w obszar powiatu nieszawskiego, wchodzącego w skład województwa pomorskiego. Statystyki za rok 1946 podawały liczbę 4130 mieszkańców. W 1948 decyzją Rady Ministrów powiat przemianowano na aleksandrowski. W latach 1950–1975 Ciechocinek był w województwie bydgoskim z 5000 liczbą mieszkańców w roku 1956, a w latach 1975–1998 miasto administracyjnie należało do województwa włocławskiego z 10500 mieszkańcami w 1980 roku.
Pierwszy powojenny sezon kuracyjny rozpoczął się 20 maja 1945, a zamknął 31 października. Dyrektorem Państwowego Zakładu Zdrojowego został Jan Hajduk, a lekarzem uzdrowiskowym Bolesław Janczewski. Reaktywowano Komisję Zdrojową (rozwiązaną w 1967, kiedy jej funkcje przejęły miasto i PPUC). Z zabiegów skorzystało 2600 osób. Miasto dysponowało 2425 łóżkami w 62 obiektach. Od 1954 roku pozostawano przy nazwie Przedsiębiorstwo Państwowe Uzdrowisko Ciechocinek. Od roku 1955 datuje się rozwój budownictwa sanatoryjnego – do roku 1989 zbudowano 5 szpitali uzdrowiskowych, 21 sanatoriów, 1 prewentorium, 1 dom wczasów leczniczych.
W 1974 roku miasto podłączono do sieci gazowej, a w 1975 otwarte zostało Muzeum Uzdrowiska.

### III RP
Pierwsze wolne wybory samorządowe 27 maja 1990 przyniosły zwycięstwo miejskiemu Komitetowi Obywatelskiemu „Solidarność”. Przewodniczącą Rady Miejskiej została lekarka Maria Wronka, a burmistrzem – Andrzej Soborski.
5 listopada 1994 z ulicy Zdrojowej 11 rozpoczęło nadawanie lokalne Radio Las Vegas, które działało na obszarze Ciechocinka i okolic. Właścicielem radia był lokalny biznesmen Janusz Ceglewski. Program nadawany był na częstotliwości 69,83 MHz (pasmo OIRT), a od 2000 z wieży ciśnień na częstotliwości 92,8 MHz. Radio emitowało głównie utwory disco polo, słynęło też z organizacji pikników rodzinnych. Z przyczyn finansowych stacja została sprzedana spółce medialnej Ad. Point i 16 czerwca 2002 zaprzestała nadawania, po czym została przekształcona w Radio Brawo, emitujące głównie przeboje z poprzednich dekad. 1 czerwca 2006 r. Radio Brawo zostało przyłączone do sieci katolickich rozgłośni Radia Plus, zaś rok później studio i nadajnik przeniesiono do Torunia, ale w 2025 roku zostaje reaktywowane radio, ale już jako Radio Zdrój.

## Powodzie w Ciechocinku

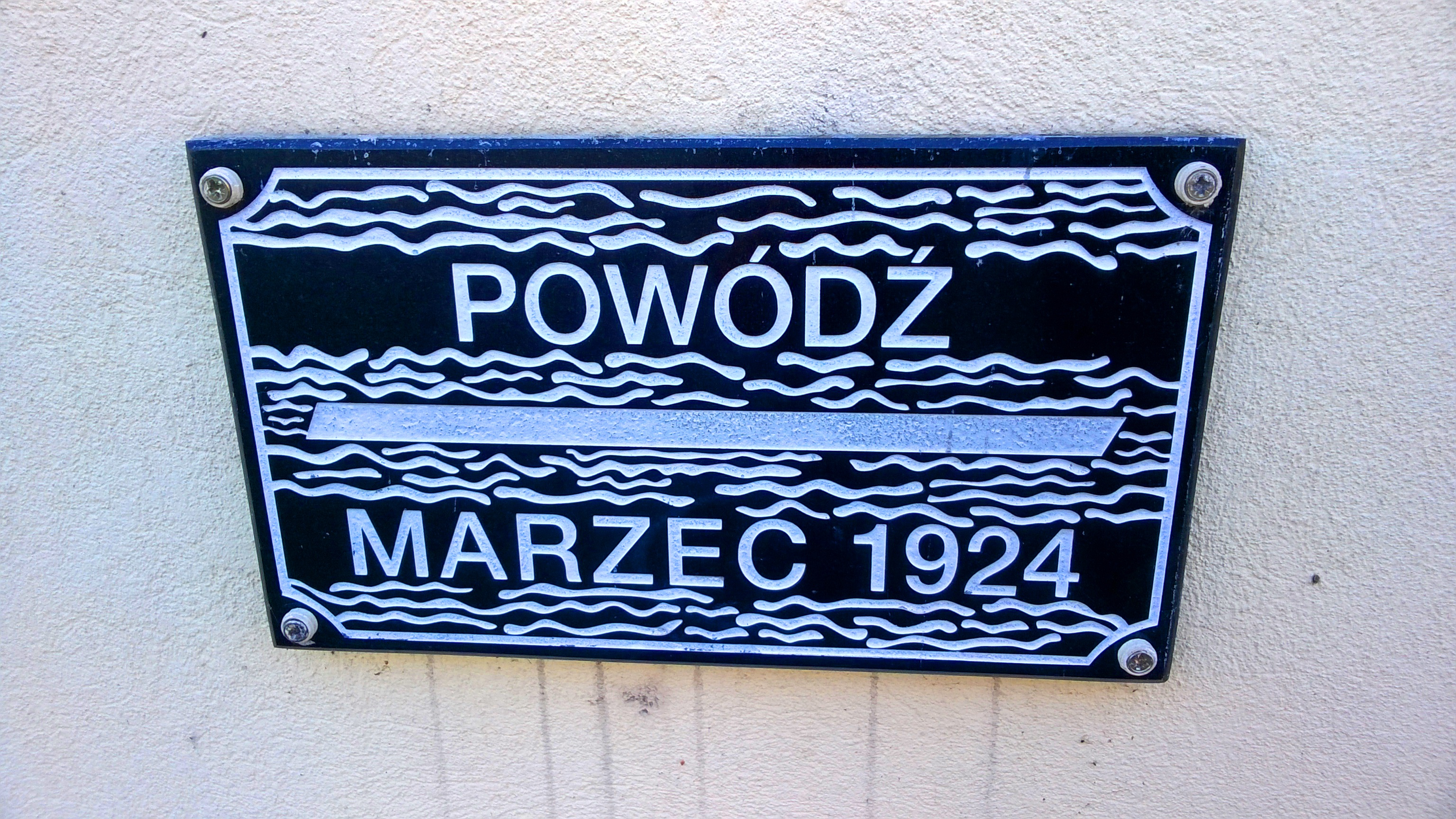
Tablica upamiętniająca powódź z 1924 roku w Ciechocinku, umieszczona na ścianie frontowej kina „Zdrój”

Powodzie nawiedzające Ciechocinek stanowiły przez wieki ważną przeszkodę w jego egzystencji i rozbudowie. Dla przeciwdziałania skutkom powodzi i celem umożliwienia dalszych inwestycji usypano w 1872 roku pierwszy w Ciechocinku wał przeciwpowodziowy długości 6500 m. Drugi i trzeci usypano od strony Bruków Wołuszewskich na długość po 550 m każdy. Czwarty, pełniący funkcję wału wewnętrznego, powstał od strony ul. Warzelnianej w 1896 roku. Jednak niedopatrzenia przy budowie i eksploatacji spowodowały, że wały nie spełniły swojego zadania podczas powodzi w latach 1888, 1889, 1891.
Katastrofalna powódź 1924 roku zniszczyła m.in. parter budynku Siedmioklasowej Szkoły Powszechnej przy ówczesnej ul. Toruńskiej. Spowodowała znaczące straty w urządzeniach leczniczych i zniweczyła wiele inwestycji z lat 1919–1924. W latach 1924–1925 odremontowano, podniesiono i poszerzono wał ochronny oraz przeprowadzono wielką akcję melioracyjną terenów Ciechocinka według projektów prof. Ottona Nadolskiego oraz prof. Kazimierza Milicera.
W latach 1963–1970 wybudowano Elektrownię Wodną we Włocławku. Pełni ona również funkcję zbiornika retencyjnego chroniącego Ciechocinek przed powodziami. Jej trwająca powyżej 10 lat samodzielna, niezgodna z pierwotnymi założeniami eksploatacja i porzucenie planów kaskadyzacji dolnego biegu Wisły wraz z odwlekającą się w czasie realizacją budowy stopnia wodnego w Nieszawie stwarzają obecnie narastające z czasem ryzyko nagłej katastrofy.

## Transport

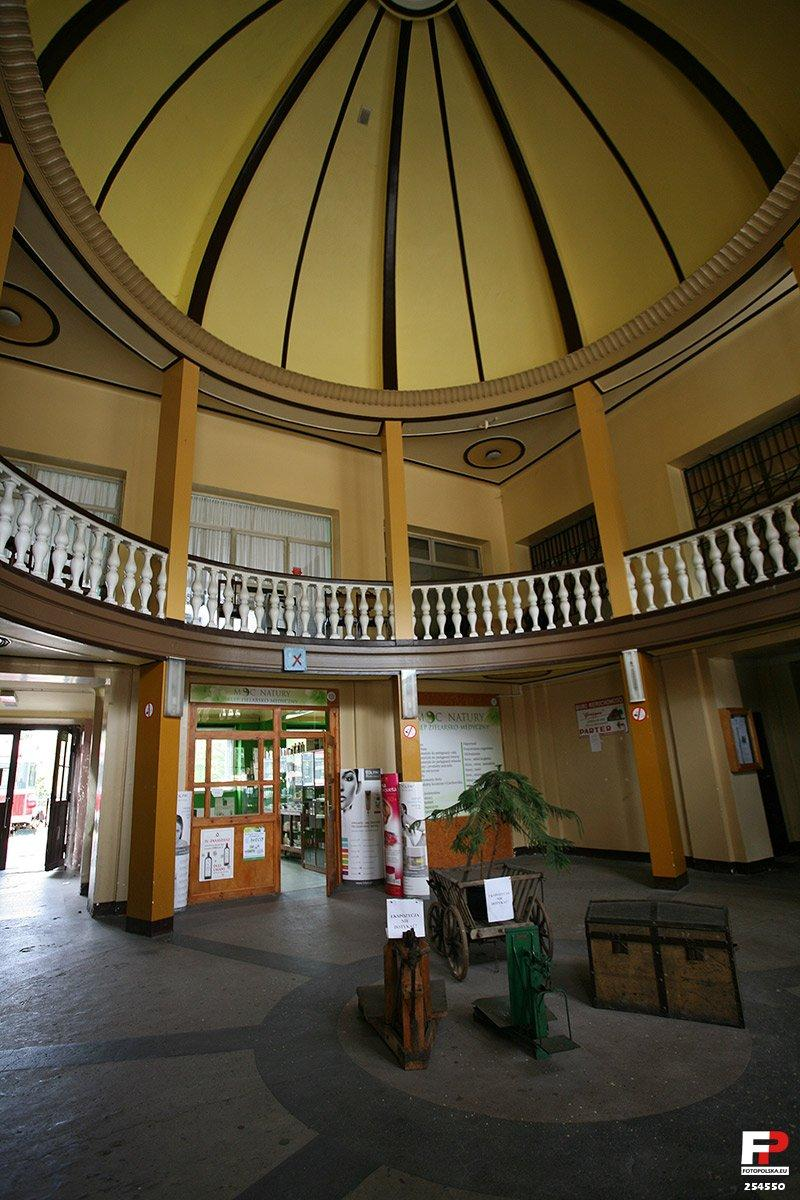
Wnętrze dworca kolejowego w Ciechocinku

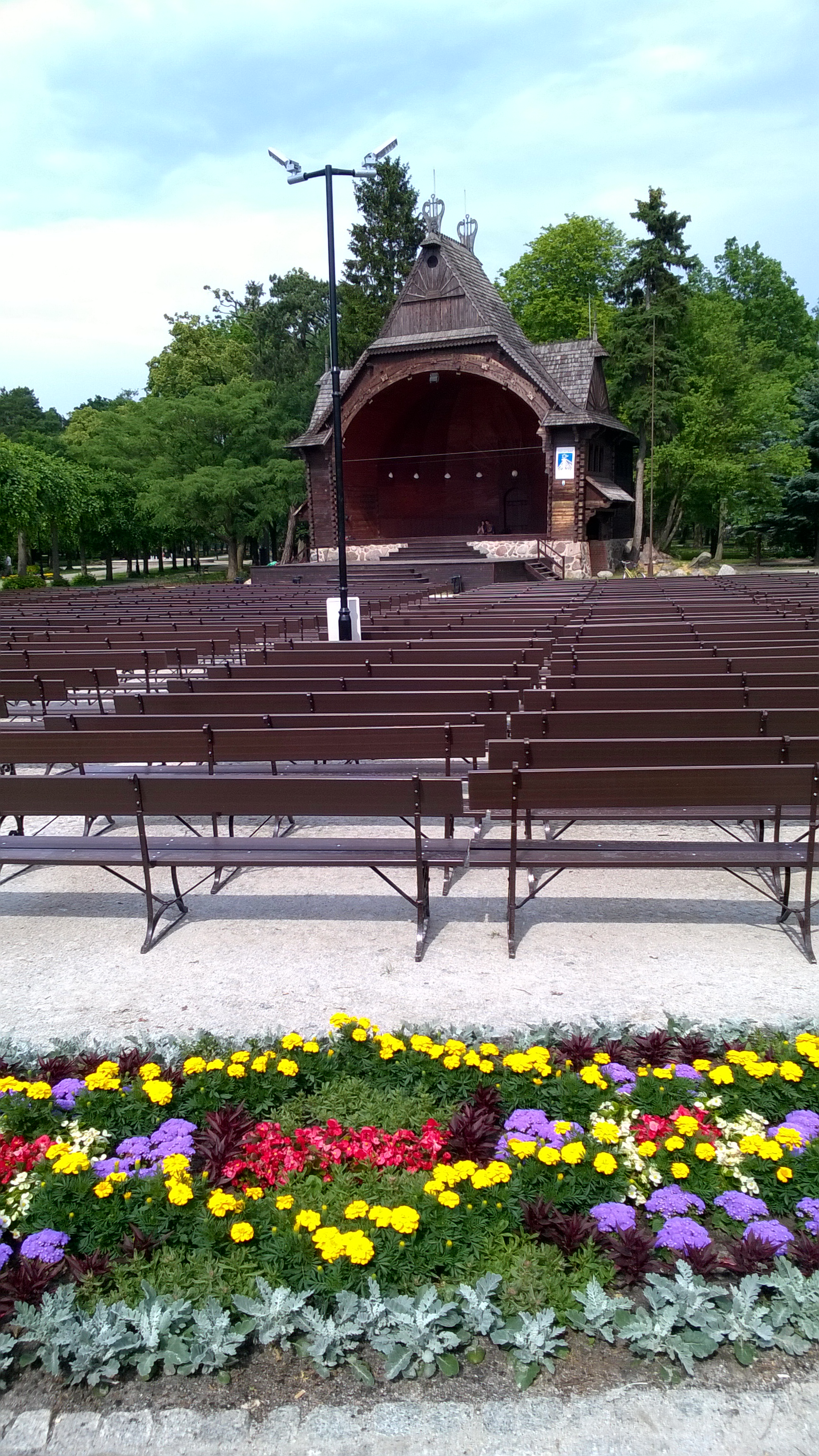
Muszla koncertowa w Ciechocinku

### Transport drogowy
Drogi przebiegające przez teren miasta lub znajdujące się w jego pobliżu:
- droga wojewódzka nr 266 (Ciechocinek – Aleksandrów Kujawski – Radziejów – Konin)
- droga krajowa nr 91 (Gdańsk – Toruń – Nowy Ciechocinek – Łódź – Katowice – Cieszyn)

W miejscowości Odolion znajduje się węzeł drogowy „Ciechocinek” umożliwiający zjazd z Autostrady A1 na Ciechocinek i Aleksandrów Kujawski.
Komunikację autobusową w Ciechocinku i okolicach zapewnia przedsiębiorstwo Kujawsko-Pomorski Transport Samochodowy. Ponadto od 1 września 2023 roku wystartowała Komunikacja Miejska Ciechocinek operowana przez spółkę ReloBus.

### Transport kolejowy
Ta sekcja dotyczy przyszłego wydarzenia. Informacje w niej zawarte mogą się zmienić wraz z pojawieniem się nowych faktów, a początkowe doniesienia mogą być niepewne. Ostatnie aktualizacje tego artykułu mogą nie odzwierciedlać najbardziej aktualnych informacji.
W Ciechocinku znajduje się stacja kolejowa, która jest ostatnią stacją na linii Aleksandrów Kujawski – Ciechocinek. Stacja ta została oddana do użytku w 1869. Dwa lata wcześniej 1 lipca 1867 uruchomiona została linia kolejowa jako odgałęzienie kolei warszawsko – bydgoskiej. W latach 1901–1902 został zbudowany dworzec kolejowy z holem w kształcie rotundy, pocztą, salą restauracyjną, dwoma poczekalniami i kasami biletowymi, który działał do 19 stycznia 1945 kiedy to wycofujące się wojska niemieckie zniszczyły dworzec. Po wojnie w roku 1952 odbudowano dworzec wraz z linią kolejową, która w 1985 została zelektryfikowana. Ruch pociągów pasażerskich został wstrzymany 11 grudnia 2011. W czasie wakacji 2014 kursowały pociągi sezonowe. Na mocy porozumienia pomiędzy Urzędem Marszałkowskim a uzdrowiskiem i PKP mają zostać wznowione kursy pociągów od grudnia 2025.

## Zabytki
- Park Zdrojowy; w nim pijalnia wód mineralnych (tzw. Kursaal) w drewnianym pawilonie w stylu szwajcarskim według projektu Edwarda Cichockiego (1880), muszla koncertowa w stylu zakopiańskim według projektu Piotra Feddersa (1909) i fontanna „Jaś i Małgosia” (1926);
- tężnie projektu Jakuba Graffa, uznane za zabytek myśli technicznej (tężnie I i II z lat 1824–1828, tężnia III z 1859);
- fontanna „Grzybek” (proj. Jerzy Raczyński), zbudowana w 1925 (lub 1926) jako nadbudowa źródła o głębokości 415 m, z którego solanka płynie na tężnie. Fontanna pełni funkcję naturalnego inhalatorium i jest jednym z najbardziej charakterystycznych obiektów w uzdrowisku. 3 kwietnia 2018 na skutek drgań pochodzących od przejeżdżających pojazdów doszło do pęknięcia czaszy[56], do czego wcześniej dochodziło już kilkukrotnie, co około 20 lat. Obecna, uruchomiona w maju 2019 wersja fontanny bazuje na projekcie z 1962 roku i jest jej szóstą mutacją. Koszt rekonstrukcji wyniósł 600 tys. zł[57][58];
- hotel Karola Müllera, szachulcowy, według projektu Franciszka Tournelle’a (1848–1851, 1878, 9 września 2008 spalony);
- neogotycki kościół św. św. Piotra i Pawła z lat 1874–1884 według projektu Edwarda Cichockiego; w pobliżu kościoła stoi postać Matki Boskiej w białej szacie z niebieską chustą;
- cerkiew polowa pw. św. Michała Archanioła, wzniesiona w 1894 r. według projektu Piotra Feddersa w stylu drewnianego budownictwa rosyjskiego (obecnie siedziba prawosławnej parafii wojskowej);
- zespół dworca kolejowego – stary konstrukcji szachulcowej z 1870 r. i nowy z lat 1901–1902 (proj. Cz. Domaniewski);
- Zespół Łazienek:
  - Łazienki I z lat 1845–1849 (proj. H. Marconi, Fryderyk Rojewski i J. Gay; wnętrza Franciszek Tournelle)[59].
  - Łazienki II z lat 1910–1912 w stylu neoromańskim (proj. P. Fedders).
  - Łazienki III z lat 1898–1900 (proj. J. Majewski).
  - Łazienki IV z lat 1900–1906 (proj. J. Majewski);
- drewniany Teatr Letni z 1891, rozbudowany w 1901, odrestaurowany w 1998 (proj. Adolf Schimmelpfennig);
- pływalnia solankowo-termalna z 1932, od września 2001 zamknięta (proj. Romuald Gutt i Aleksander Szniolis);
- poczta, 1932–1934 (proj. Romuald Gutt);
- Dworek Prezydenta RP 1932–1933 i 1999–2006;
- warzelnia soli z 1830; ul. Solna 6, od 2020 część obiektu zajmowana jest przez Muzeum Warzelni Soli i Lecznictwa Uzdrowiskowego, które zastąpiło dotychczasową skromną wystawę i w którym przedstawione zostały historia lecznictwa uzdrowiskowego i proces wytwarzania produktów zdrojowych. Solanka do warzelni pobierana jest ze źródła Grzybek, przesyłana na tężnie, a po stężeniu pompowana do warzelni[60];
- pałacyk przedsiębiorstwa „Uzdrowisko Ciechocinek” S.A. 1910 (proj. A. Mazurkiewicz);
- wieża ciśnień – zabytek techniki z I połowy XX wieku;
- dawne „Casino Europa” z 1932, obecnie restauracja „Zdrojowa” Europa.

## Wspólnoty religijne
- Kościół rzymskokatolicki
  - parafia Świętych Apostołów Piotra i Pawła
- Polski Autokefaliczny Kościół Prawosławny
  - parafia św. Michała Archanioła (wojskowa)
- Świadkowie Jehowy
  - zbór i Sala Królestwa[61]

## Media w Ciechocinku
- Radio Zdrój (wcześniej Radio Las Vegas) – od 5 listopada 1994 do 16 czerwca 2002 jako Radio Las Vegas, a od 2025 już jako Radio Zdrój[50]

## Miasta partnerskie
- Bad Dürrenberg[62]
- Birsztany